# 다르 포모자

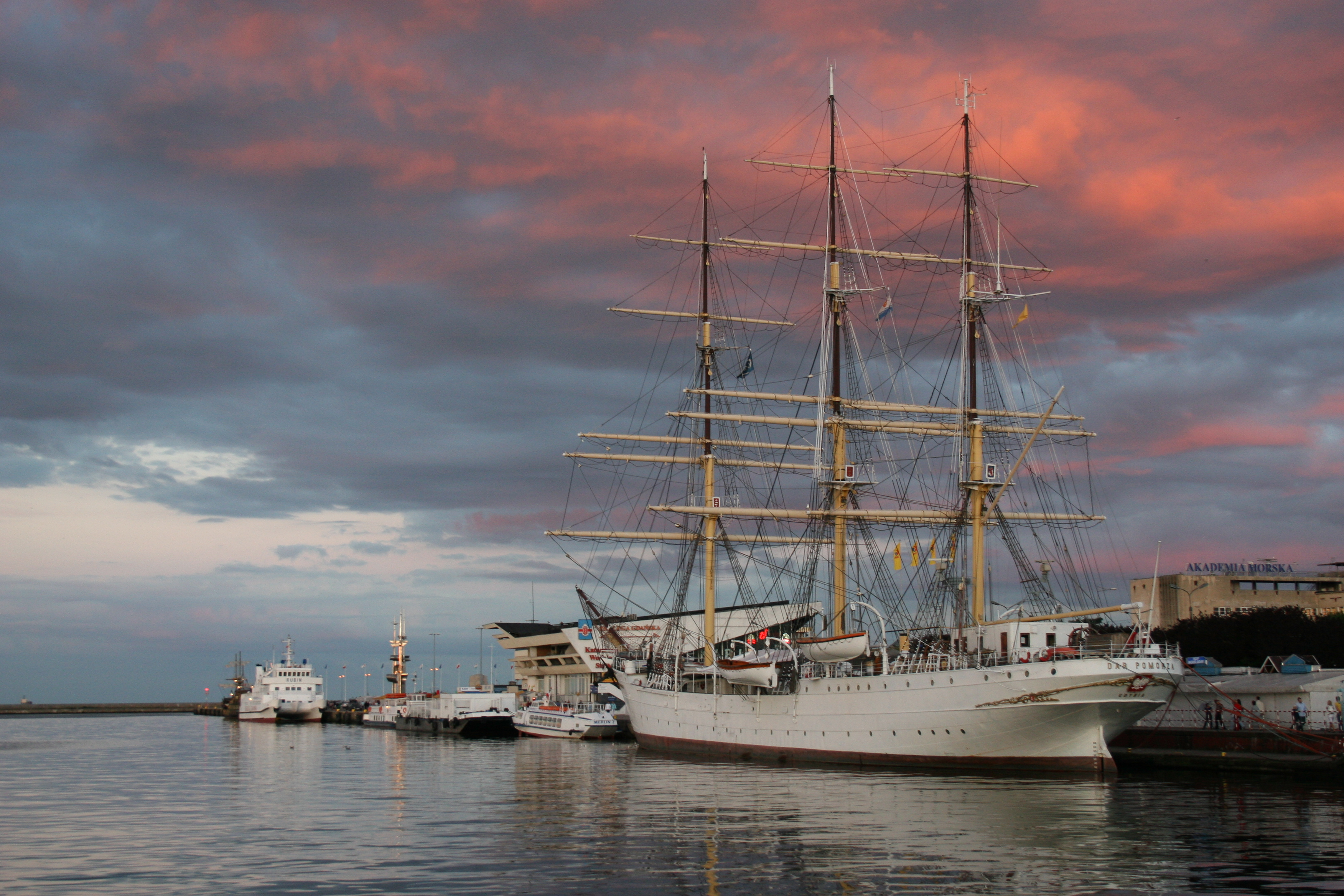
다르 포모자 (2008년)

다르 포모자(폴란드어: Dar Pomorza)은 1909년에 건조된 폴란드의 전장범선으로, 현재는 박물관 선박으로 그디니아에 보존되어 있다. 이전에는 독일, 프랑스, 폴란드에서 항해 연습선으로 사용되었다.